# Motor V24
Motor V24 aeronáutico Fiat AS.6 
do Macchi M.C.72, recordista de 
velocidade para um hidroavião 
a hélice (709.209Km/h) em 1934. 
Recorde não batido até hoje.
V24 é uma configuração de motor de combustão interna com 24 cilindros formando um "V", adequado apenas a grandes caminhões ou locomotivas.
Nos anos 30 a Fiat produziu o motor AS.6 para uso em aviões com potência de 2.126 kw (2.850 cv). O motor foi usado pela Aermacchi no Macchi M.C.72.
A Detroit Diesel produziu um motor da Série 71 usando esta configuração, com 27,9 litros de cilindrada.